# 坦豪森
坦豪森（德語：Thannhausen，發音：[tanˈhaʊzn̩] ⓘ）是德国巴伐利亚州施瓦本行政区金茨堡县的城市，面积20.03平方千米，2023年12月31日人口为6,526人。